# Cédric Makiadi
Mapuata Cédric Makiadi (Kinshasa, 23 febbraio 1984) è un allenatore di calcio ed ex calciatore congolese (Repubblica Democratica del Congo), di ruolo centrocampista.

## Biografia
Nato a Kinshasa, Makiadi si trasferisce in Germania all'età di otto anni. Suo padre è Richard Mapuata N'Kiambi, ex calciatore con trascorsi nel campionato portoghese, in quello belga e in quello elvetico.

## Carriera

### Club

#### VfL Wolfsburg
Dopo aver iniziato la sua carriera nelle giovanili del Lubecca, si trasferisce nel 2002 nelle giovanili del Wolfsburg. Nella 34ª giornata della stagione 2005-2006 fece un gol, su assist di Diego Klimowicz, contro il FC Kaiserslautern, rete grazie alla quale il Wolfsburg riesce a salvarsi e rimanere in Bundesliga. L'anno successivo riesce a mettere a referto 30 presenze con la maglia del Wolfsburg.

#### Meidericher Spielverein Duisburg
Nella stagione 2007-2008 tuttavia non trova più posto nel Wolfsburg di Felix Magath, giocando una sola partita. Nel 2008 si trasferisce quindi in prestito al Duisburg, dove in una partita contro l'Alemannia Aachen realizzò una tripletta nel primo tempo. Nella stagione 2. Fußball-Bundesliga 2008-2009 riuscì a realizzare 16 gol, laureandosi capocannoniere del torneo unitamente a Benjamin Auer e Marek Mintál.